# Torneio de Roland Garros de 2018 - Dia a dia
Estes foram os jogos realizados nas quadras mais importantes a partir do primeiro dia das chaves principais.

## Dia 1 (27 de maio)
- Cabeças de chave eliminados:
  - Simples feminino:  Jeļena Ostapenko [5],  Venus Williams [9],  Johanna Konta [22]

Ordem dos jogos:
| Quadra Philippe Chatrier    | Quadra Philippe Chatrier                      | Quadra Philippe Chatrier                      | Quadra Philippe Chatrier |
| Evento                      | Vencedor(a)/(es/as)                           | Derrotado(a)/(os/as)                          | Resultado                |
| --------------------------- | --------------------------------------------- | --------------------------------------------- | ------------------------ |
| Simples masculino – 1ª fase | Grigor Dimitrov [4]                           | Mohamed Safwat [LL]                           | 6–1, 6–4, 7–61           |
| Simples feminino – 1ª fase  | Alizé Cornet [32]                             | Sara Errani                                   | 2–6, 6–2, 6–3            |
| Simples masculino – 1ª fase | Lucas Pouille [15]                            | Daniil Medvedev                               | 6–2, 6–3, 6–4            |
| Simples feminino – 1ª fase  | Kateryna Kozlova                              | Jeļena Ostapenko [5]                          | 7–5, 6–3                 |
| Quadra Suzanne Lenglen      |                                               |                                               |                          |
| Evento                      | Vencedor(a)/(es/as)                           | Derrotado(a)/(os/as)                          | Resultado                |
| Simples feminino – 1ª fase  | Elina Svitolina [4]                           | Ajla Tomljanović                              | 7–5, 6–3                 |
| Simples masculino – 1ª fase | Gaël Monfils [32]                             | Elliot Benchetrit [WC]                        | 3–6, 6–1, 6–2, 6–1       |
| Simples feminino – 1ª fase  | Wang Qiang                                    | Venus Williams [9]                            | 6–4, 7–5                 |
| Simples masculino – 1ª fase | Alexander Zverev [2]                          | Ričardas Berankis                             | 6–1, 6–1, 6–2            |
| Simples feminino – 1ª fase  | Chloé Paquet [WC] vs. Pauline Parmentier [WC] | Chloé Paquet [WC] vs. Pauline Parmentier [WC] | 6–3, 46–7, 1–3, suspenso |
| Quadra 1                    |                                               |                                               |                          |
| Evento                      | Vencedor(a)/(es/as)                           | Derrotado(a)/(os/as)                          | Resultado                |
| Simples feminino – 1ª fase  | Barbora Strýcová [26]                         | Kurumi Nara                                   | 1–6, 6–3, 6–4            |
| Simples masculino – 1ª fase | Kei Nishikori [19]                            | Maxime Janvier [WC]                           | 7–60, 6–4, 6–3           |
| Simples feminino – 1ª fase  | Yulia Putintseva                              | Johanna Konta [22]                            | 6–4, 6–3                 |
| Simples masculino – 1ª fase | David Goffin [8]                              | Robin Haase                                   | 4–6, 4–6, 6–4, 6–1, 6–0  |

## Dia 2 (28 de maio)
- Cabeças de chave eliminados:
  - Simples masculino:  Philipp Kohlschreiber [22],  Stan Wawrinka [23],  Gilles Müller [29]
  - Simples feminino:  Anastasija Sevastova [20],  Kristina Mladenovic [29]

Ordem dos jogos:
| Quadra Philippe Chatrier    | Quadra Philippe Chatrier                 | Quadra Philippe Chatrier                 | Quadra Philippe Chatrier |
| Evento                      | Vencedor(a)/(es/as)                      | Derrotado(a)/(os/as)                     | Resultado                |
| --------------------------- | ---------------------------------------- | ---------------------------------------- | ------------------------ |
| Simples feminino – 1ª fase  | Petra Kvitová [8]                        | Verónica Cepede Royg                     | 3–6, 6–1, 7–5            |
| Simples masculino – 1ª fase | Novak Djokovic [20]                      | Rogério Dutra Silva [Q]                  | 6–3, 6–4, 6–4            |
| Simples feminino – 1ª fase  | Caroline Wozniacki [2]                   | Danielle Collins                         | 7–62, 6–1                |
| Simples masculino – 1ª fase | Rafael Nadal [1] vs. Simone Bolelli [LL] | Rafael Nadal [1] vs. Simone Bolelli [LL] | 6–4, 6–3, 0–3, suspenso  |
| Quadra Suzanne Lenglen      |                                          |                                          |                          |
| Evento                      | Vencedor(a)/(es/as)                      | Derrotado(a)/(os/as)                     | Resultado                |
| Simples masculino – 1ª fase | Guillermo García López                   | Stan Wawrinka [23]                       | 6–2, 3–6, 4–6, 7–65, 6–3 |
| Simples feminino – 1ª fase  | Pauline Parmentier [WC]                  | Chloé Paquet [WC]                        | 3–6, 7–64, 6–2           |
| Simples feminino – 1ª fase  | Andrea Petkovic                          | Kristina Mladenovic [29]                 | 7–610, 6–2               |
| Simples masculino – 1ª fase | Richard Gasquet [27]                     | Andreas Seppi                            | 6–0, 6–2, 6–2            |
| Quadra 1                    |                                          |                                          |                          |
| Evento                      | Vencedor(a)/(es/as)                      | Derrotado(a)/(os/as)                     | Resultado                |
| Simples masculino – 1ª fase | Benoît Paire                             | Roberto Carballés Baena                  | 6–3, 36–7, 7–69, 6–1     |
| Simples masculino – 1ª fase | Dominic Thiem [7]                        | Ilya Ivashka [Q]                         | 6–2, 6–4, 6–1            |
| Simples feminino – 1ª fase  | Coco Vandeweghe [15]                     | Laura Siegemund                          | 6–4, 6–4                 |
| Simples feminino – 1ª fase  | Karolína Plíšková [6]                    | Barbora Krejčíková [Q]                   | 7–66, 6–4                |

## Dia 3 (29 de maio)
- Cabeças de chave eliminados:
  - Simples masculino:  Jack Sock [14],  Adrian Mannarino [25],  Feliciano López [28]
  - Duplas masculinas:  Mike Bryan /  Sam Querrey [16]

Ordem dos jogos:
| Quadra Philippe Chatrier    | Quadra Philippe Chatrier             | Quadra Philippe Chatrier             | Quadra Philippe Chatrier  |
| Evento                      | Vencedor(a)/(es/as)                  | Derrotado(a)/(os/as)                 | Resultado                 |
| --------------------------- | ------------------------------------ | ------------------------------------ | ------------------------- |
| Simples masculino – 1ª fase | Marin Čilić [3]                      | James Duckworth [PR]                 | 6–3, 7–5, 7–64            |
| Simples masculino – 1ª fase | Rafael Nadal [1]                     | Simone Bolelli [LL]                  | 6–4, 6–3, 7–69            |
| Simples feminino – 1ª fase  | Serena Williams [PR]                 | Kristýna Plíšková                    | 7–64, 6–4                 |
| Simples masculino – 1ª fase | Jérémy Chardy vs. Tomáš Berdych [17] | Jérémy Chardy vs. Tomáš Berdych [17] | 7–65, 7–68, 1–1, suspenso |
| Quadra Suzanne Lenglen      |                                      |                                      |                           |
| Evento                      | Vencedor(a)/(es/as)                  | Derrotado(a)/(os/as)                 | Resultado                 |
| Simples masculino – 1ª fase | Denis Shapovalov [24]                | John Millman                         | 7–5, 6–4, 6–2             |
| Simples feminino – 1ª fase  | Maria Sharapova [28]                 | Richèl Hogenkamp [Q]                 | 6–1, 4–6, 6–3             |
| Simples feminino – 1ª fase  | Caroline Garcia [7]                  | Duan Yingying                        | 6–1, 6–0                  |
| Simples masculino – 1ª fase | Juan Martín del Potro [5]            | Nicolas Mahut [WC]                   | 1–6, 6–1, 6–2, 6–4        |
| Quadra 1                    |                                      |                                      |                           |
| Evento                      | Vencedor(a)/(es/as)                  | Derrotado(a)/(os/as)                 | Resultado                 |
| Simples feminino – 1ª fase  | Garbiñe Muguruza [3]                 | Svetlana Kuznetsova                  | 7–60, 6–2                 |
| Simples masculino – 1ª fase | Steve Johnson                        | Adrian Mannarino [25]                | 7–61, 6–2, 6–2            |
| Simples feminino – 1ª fase  | Julia Görges [11]                    | Dominika Cibulková                   | 6–4, 5–7, 6–0             |
| Simples masculino – 1ª fase | Leonardo Mayer vs. Julien Benneteau  | Leonardo Mayer vs. Julien Benneteau  | 6–2, 4–3, suspenso        |

## Dia 4 (30 de maio)
- Cabeças de chave eliminados:
  - Simples masculino:  Sam Querrey [12],  Tomáš Berdych [17]
  - Simples feminino:  Carla Suárez Navarro [23],  Alizé Cornet [32]
  - Duplas masculinas:  Aisam-ul-Haq Qureshi /  Jean-Julien Rojer [7],  Ben McLachlan /  Jan-Lennard Struff [14]
  - Duplas femininas:  Ashleigh Barty /  Coco Vandeweghe [7],  Jeļena Ostapenko /  Elena Vesnina [10],  Shuko Aoyama /  Miyu Kato [14],  Alicja Rosolska /  Abigail Spears [15]
  - Duplas mistas:  Chan Hao-ching /  Michael Venus [6]

Ordem dos jogos:
| Quadra Philippe Chatrier    | Quadra Philippe Chatrier              | Quadra Philippe Chatrier              | Quadra Philippe Chatrier  |
| Evento                      | Vencedor(a)/(es/as)                   | Derrotado(a)/(os/as)                  | Resultado                 |
| --------------------------- | ------------------------------------- | ------------------------------------- | ------------------------- |
| Simples feminino – 1ª fase  | Simona Halep [1]                      | Alison Riske                          | 2–6, 6–1, 6–1             |
| Simples masculino – 1ª fase | Jérémy Chardy                         | Tomáš Berdych [17]                    | 7–65, 7–68, 1–6, 5–7, 6–2 |
| Simples masculino – 2ª fase | Kei Nishikori [19]                    | Benoît Paire                          | 6–3, 2–6, 4–6, 6–2, 6–3   |
| Simples feminino – 2ª fase  | Caroline Wozniacki [2]                | Georgina García Pérez [Q]             | 6–1, 6–0                  |
| Simples masculino – 2ª fase | Lucas Pouille [15] vs. Cameron Norrie | Lucas Pouille [15] vs. Cameron Norrie | 6–2, 6–4, 5–7, suspenso   |
| Quadra Suzanne Lenglen      |                                       |                                       |                           |
| Evento                      | Vencedor(a)/(es/as)                   | Derrotado(a)/(os/as)                  | Resultado                 |
| Simples feminino – 2ª fase  | Elina Svitolina [4]                   | Viktória Kužmová                      | 6–3, 6–4                  |
| Simples masculino – 2ª fase | Novak Djokovic [20]                   | Jaume Munar [Q]                       | 7–61, 6–4, 6–4            |
| Simples masculino – 2ª fase | David Goffin [8]                      | Corentin Moutet [WC]                  | 7–5, 6–0, 6–1             |
| Simples feminino – 2ª fase  | Pauline Parmentier [WC]               | Alizé Cornet [32]                     | 26–7, 6–4, 6–2            |
| Quadra 1                    |                                       |                                       |                           |
| Evento                      | Vencedor(a)/(es/as)                   | Derrotado(a)/(os/as)                  | Resultado                 |
| Simples feminino – 2ª fase  | Petra Kvitová [8]                     | Lara Arruabarrena                     | 6–0, 6–4                  |
| Simples masculino – 1ª fase | Julien Benneteau                      | Leonardo Mayer                        | 2–6, 7–64, 6–2, 6–3       |
| Simples masculino – 2ª fase | Alexander Zverev [2]                  | Dušan Lajović                         | 2–6, 7–5, 4–6, 6–1, 6–2   |
| Simples masculino – 2ª fase | Gaël Monfils [32]                     | Martin Kližan [Q]                     | 6–2, 6–4, 6–4             |

## Dia 5 (31 de maio)
- Cabeças de chave eliminados:
  - Simples masculino:  Denis Shapovalov [24]
  - Simples feminino:  Coco Vandeweghe [15],  Ashleigh Barty [17],  Zhang Shuai [27],  Anastasia Pavlyuchenkova [30]
  - Duplas masculinas:  Ivan Dodig /  Rajeev Ram [9]
  - Duplas femininas:  Elise Mertens /  Demi Schuurs [12]
  - Duplas mistas:  Kateřina Siniaková /  Jamie Murray [4]

Ordem dos jogos:
| Quadra Philippe Chatrier    | Quadra Philippe Chatrier  | Quadra Philippe Chatrier | Quadra Philippe Chatrier |
| Evento                      | Vencedor(a)/(es/as)       | Derrotado(a)/(os/as)     | Resultado                |
| --------------------------- | ------------------------- | ------------------------ | ------------------------ |
| Simples masculino – 2ª fase | Marin Čilić [3]           | Hubert Hurkacz [Q]       | 6–2, 6–2, 36–7, 7–5      |
| Simples masculino – 2ª fase | Lucas Pouille [15]        | Cameron Norrie           | 6–2, 6–4, 5–7, 7–63      |
| Simples feminino – 2ª fase  | Simona Halep [1]          | Taylor Townsend [WC]     | 6–3, 6–1                 |
| Simples masculino – 2ª fase | Juan Martín del Potro [5] | Julien Benneteau         | 6–4, 6–3, 6–2            |
| Simples feminino – 2ª fase  | Serena Williams [PR]      | Ashleigh Barty [17]      | 3–6, 6–3, 6–4            |
| Quadra Suzanne Lenglen      |                           |                          |                          |
| Evento                      | Vencedor(a)/(es/as)       | Derrotado(a)/(os/as)     | Resultado                |
| Simples feminino – 2ª fase  | Garbiñe Muguruza [3]      | Fiona Ferro [WC]         | 6–4, 6–3                 |
| Simples masculino – 2ª fase | Richard Gasquet [27]      | Malek Jaziri             | 6–2, 3–6, 6–3, 6–0       |
| Simples masculino – 2ª fase | Rafael Nadal [1]          | Guido Pella              | 6–2, 6–1, 6–1            |
| Simples feminino – 2ª fase  | Caroline Garcia [7]       | Peng Shuai               | 6–4, 3–6, 6–3            |
| Quadra 1                    |                           |                          |                          |
| Evento                      | Vencedor(a)/(es/as)       | Derrotado(a)/(os/as)     | Resultado                |
| Simples masculino – 2ª fase | Maximilian Marterer       | Denis Shapovalov [24]    | 5–7, 7–64, 7–5, 6–4      |
| Simples feminino – 2ª fase  | Maria Sharapova [28]      | Donna Vekić              | 7–5, 6–4                 |
| Simples masculino – 2ª fase | Pierre-Hugues Herbert     | Jérémy Chardy            | 2–6, 6–3, 6–2, 3–6, 9–7  |

## Dia 6 (1 de junho)
- Cabeças de chave eliminados:
  - Simples masculino:  Grigor Dimitrov [4],  Pablo Carreño Busta [10],  Roberto Bautista Agut [13],  Damir Džumhur [26]
  - Simples feminino:  Elina Svitolina [4],  Naomi Osaka [21]
  - Duplas masculinas:  Pablo Cuevas /  Marcel Granollers [11],  Julio Peralta /  Horacio Zeballos [15]
  - Duplas femininas:  Nadiia Kichenok /  Anastasia Rodionova [16]
  - Duplas mistas:  Tímea Babos /  Rohan Bopanna [7]

Ordem dos jogos:
| Quadra Philippe Chatrier    | Quadra Philippe Chatrier                                                     | Quadra Philippe Chatrier                                                     | Quadra Philippe Chatrier |
| Evento                      | Vencedor(a)/(es/as)                                                          | Derrotado(a)/(os/as)                                                         | Resultado                |
| --------------------------- | ---------------------------------------------------------------------------- | ---------------------------------------------------------------------------- | ------------------------ |
| Simples masculino – 3ª fase | Alexander Zverev [2]                                                         | Damir Džumhur [26]                                                           | 6–2, 3–6, 4–6, 7–63, 7–5 |
| Simples feminino – 3ª fase  | Caroline Wozniacki [2]                                                       | Pauline Parmentier [WC]                                                      | 6–0, 6–3                 |
| Simples masculino – 3ª fase | Lucas Pouille [15] vs. Karen Khachanov                                       | Lucas Pouille [15] vs. Karen Khachanov                                       | 3–6, 5–7, 1–1, suspenso  |
| Quadra Suzanne Lenglen      |                                                                              |                                                                              |                          |
| Evento                      | Vencedor(a)/(es/as)                                                          | Derrotado(a)/(os/as)                                                         | Resultado                |
| Simples feminino – 3ª fase  | Madison Keys [13]                                                            | Naomi Osaka [21]                                                             | 6–1, 7–67                |
| Simples masculino – 3ª fase | Novak Djokovic [20]                                                          | Roberto Bautista Agut [13]                                                   | 6–4, 66–7, 7–64, 6–2     |
| Simples masculino – 3ª fase | David Goffin [8] vs. Gaël Monfils [32]                                       | David Goffin [8] vs. Gaël Monfils [32]                                       | 66–7, 6–3, 3–2, suspenso |
| Quadra 1                    |                                                                              |                                                                              |                          |
| Evento                      | Vencedor(a)/(es/as)                                                          | Derrotado(a)/(os/as)                                                         | Resultado                |
| Simples masculino – 3ª fase | Fernando Verdasco [30]                                                       | Grigor Dimitrov [4]                                                          | 7–64, 6–2, 6–4           |
| Simples feminino – 3ª fase  | Mihaela Buzărnescu [31]                                                      | Elina Svitolina [4]                                                          | 6–3, 7–5                 |
| Simples masculino – 3ª fase | Dominic Thiem [7]                                                            | Matteo Berrettini                                                            | 6–3, 56–7, 6–3, 6–2      |
| Duplas masculinas – 2ª fase | Robin Haase / Matwé Middelkoop vs. Pierre-Hugues Herbert / Nicolas Mahut [6] | Robin Haase / Matwé Middelkoop vs. Pierre-Hugues Herbert / Nicolas Mahut [6] | 5–4, suspenso            |

## Dia 7 (2 de junho)
- Cabeças de chave eliminados:
  - Simples masculino:  Lucas Pouille [15],  Kyle Edmund [16],  Richard Gasquet [27],  Albert Ramos Viñolas [31],  Gaël Monfils [32]
  - Simples feminino:  Karolína Plíšková [6],  Petra Kvitová [8],  Julia Görges [11],  Kiki Bertens [18],  Magdaléna Rybáriková [19],  Daria Gavrilova [24]
  - Duplas masculinas:  Łukasz Kubot /  Marcelo Melo [1],  Jamie Murray /  Bruno Soares [4],  Raven Klaasen /  Michael Venus [10]
  - Duplas femininas:  Latisha Chan /  Bethanie Mattek-Sands [4],  Raquel Atawo /  Anna-Lena Grönefeld [11]
  - Duplas mistas:  Xu Yifan /  Oliver Marach [3]

Ordem dos jogos:
| Quadra Philippe Chatrier    | Quadra Philippe Chatrier  | Quadra Philippe Chatrier  | Quadra Philippe Chatrier |
| Evento                      | Vencedor(a)/(es/as)       | Derrotado(a)/(os/as)      | Resultado                |
| --------------------------- | ------------------------- | ------------------------- | ------------------------ |
| Simples feminino – 3ª fase  | Garbiñe Muguruza [3]      | Samantha Stosur           | 6–0, 6–2                 |
| Simples masculino – 3ª fase | Karen Khachanov           | Lucas Pouille [15]        | 6–3, 7–5, 6–3            |
| Simples feminino – 3ª fase  | Maria Sharapova [28]      | Karolína Plíšková [6]     | 6–2, 6–1                 |
| Simples masculino – 3ª fase | Rafael Nadal [1]          | Richard Gasquet [27]      | 6–3, 6–2, 6–2            |
| Simples masculino – 3ª fase | Juan Martín del Potro [5] | Albert Ramos Viñolas [31] | 7–5, 6–4, 6–1            |
| Quadra Suzanne Lenglen      |                           |                           |                          |
| Evento                      | Vencedor(a)/(es/as)       | Derrotado(a)/(os/as)      | Resultado                |
| Simples masculino – 3ª fase | Fabio Fognini [18]        | Kyle Edmund [16]          | 6–3, 4–6, 3–6, 6–4, 6–4  |
| Simples masculino – 3ª fase | David Goffin [8]          | Gaël Monfils [32]         | 66–7, 6–3, 4–6, 7–5, 6–3 |
| Simples feminino – 3ª fase  | Caroline Garcia [7]       | Irina-Camelia Begu        | 6–1, 6–3                 |
| Simples feminino – 3ª fase  | Serena Williams [PR]      | Julia Görges [11]         | 6–3, 6–4                 |
| Quadra 1                    |                           |                           |                          |
| Evento                      | Vencedor(a)/(es/as)       | Derrotado(a)/(os/as)      | Resultado                |
| Simples feminino – 3ª fase  | Anett Kontaveit [25]      | Petra Kvitová [8]         | 7–66, 7–64               |
| Simples masculino – 3ª fase | Kevin Anderson [6]        | Mischa Zverev             | 6–1, 36–7, 6–3, 7–64     |
| Simples masculino – 3ª fase | Marin Čilić [3]           | Steve Johnson             | 6–3, 6–2, 6–4            |
| Simples feminino – 3ª fase  | Angelique Kerber [12]     | Kiki Bertens [18]         | 7–64, 7–64               |

## Dia 8 (3 de junho)
- Cabeças de chave eliminados:
  - Simples masculino:  David Goffin [8],  Kei Nishikori [19],  Fernando Verdasco [30]
  - Simples feminino:  Anett Kontaveit [25],  Barbora Strýcová [26],  Mihaela Buzărnescu [31]
  - Duplas femininas:  Kiki Bertens /  Johanna Larsson [9]
  - Duplas mistas:  Andreja Klepač /  Jean-Julien Rojer [5]

Ordem dos jogos:
| Quadra Philippe Chatrier    | Quadra Philippe Chatrier                           | Quadra Philippe Chatrier                        | Quadra Philippe Chatrier |
| Evento                      | Vencedor(a)/(es/as)                                | Derrotado(a)/(os/as)                            | Resultado                |
| --------------------------- | -------------------------------------------------- | ----------------------------------------------- | ------------------------ |
| Simples feminino – 4ª fase  | Madison Keys [13]                                  | Mihaela Buzărnescu [31]                         | 6–1, 6–4                 |
| Simples masculino – 4ª fase | Dominic Thiem [7]                                  | Kei Nishikori [19]                              | 6–2, 6–0, 5–7, 6–4       |
| Simples feminino – 4ª fase  | Sloane Stephens [10]                               | Anett Kontaveit [25]                            | 6–2, 6–0                 |
| Simples masculino – 4ª fase | Novak Djokovic [20]                                | Fernando Verdasco [30]                          | 6–3, 6–4, 6–2            |
| Simples feminino – 4ª fase  | Daria Kasatkina [14] vs. Caroline Wozniacki [2]    | Daria Kasatkina [14] vs. Caroline Wozniacki [2] | 7–65, 3–3, suspenso      |
| Quadra Suzanne Lenglen      |                                                    |                                                 |                          |
| Evento                      | Vencedor(a)/(es/as)                                | Derrotado(a)/(os/as)                            | Resultado                |
| Simples masculino – 4ª fase | Alexander Zverev [2]                               | Karen Khachanov                                 | 4–6, 7–64, 2–6, 6–3, 6–3 |
| Simples feminino – 4ª fase  | Yulia Putintseva                                   | Barbora Strýcová [26]                           | 6–4, 6–3                 |
| Simples masculino – 4ª fase | Marco Cecchinato                                   | David Goffin [8]                                | 7–5, 4–6, 6–0, 6–3       |
| Quadra 1                    |                                                    |                                                 |                          |
| Evento                      | Vencedor(a)/(es/as)                                | Derrotado(a)/(os/as)                            | Resultado                |
| Duplas femininas – 3ª fase  | Chan Hao-ching [8] Yang Zhaoxuan [8]               | Sorana Cîrstea Sara Sorribes Tormo              | 6–2, 6–4                 |
| Duplas masculinas – 3ª fase | Máximo González Nicolás Jarry                      | Calvin Hemery [Alt] Stéphane Robert [Alt]       | 7–5, 6–3                 |
| Duplas masculinas – 2ª fase | Pierre-Hugues Herbert [6] Nicolas Mahut [6]        | Robin Haase Matwé Middelkoop                    | 7–5, 7–6(8–6)            |
| Duplas femininas – 3ª fase  | Andreja Klepač [3] María José Martínez Sánchez [3] | Serena Williams [WC] Venus Williams [WC]        | 6–4, 46–7, 6–0           |

## Dia 9 (4 de junho)
- Cabeças de chave eliminados:
  - Simples masculino:  Kevin Anderson [6],  John Isner [9],  Fabio Fognini [18]
  - Simples feminino:  Caroline Wozniacki [2],  Caroline Garcia [7],  Elise Mertens [16]
  - Duplas masculinas:  Henri Kontinen /  John Peers [3]
  - Duplas femininas:  Gabriela Dabrowski /  Xu Yifan [5],  Nicole Melichar /  Květa Peschke [13]

Ordem dos jogos:
| Quadra Philippe Chatrier             | Quadra Philippe Chatrier                    | Quadra Philippe Chatrier                | Quadra Philippe Chatrier |
| Event                                | Winner                                      | Loser                                   | Score                    |
| ------------------------------------ | ------------------------------------------- | --------------------------------------- | ------------------------ |
| Simples feminino – 4ª fase           | Simona Halep [1]                            | Elise Mertens [16]                      | 6–2, 6–1                 |
| Simples feminino – 4ª fase           | Daria Kasatkina [14]                        | Caroline Wozniacki [2]                  | 7–65, 6–3                |
| Simples masculino – 4ª fase          | Rafael Nadal [1]                            | Maximilian Marterer                     | 6–3, 6–2, 7–64           |
| Simples feminino – 4ª fase           | Maria Sharapova [28]                        | Serena Williams [PR]                    | w.o.                     |
| Simples masculino – 4ª fase          | Marin Čilić [3]                             | Fabio Fognini [18]                      | 6–4, 6–1, 3–6, 46–7, 6–3 |
| Quadra Suzanne Lenglen               |                                             |                                         |                          |
| Evento                               | Vencedor(a)/(es/as)                         | Derrotado(a)/(os/as)                    | Resultado                |
| Simples masculino – 4ª fase          | Diego Schwartzman [11]                      | Kevin Anderson [6]                      | 1–6, 2–6, 7–5, 7–60, 6–2 |
| Simples feminino – 4ª fase           | Angelique Kerber [12]                       | Caroline Garcia [7]                     | 6–2, 6–3                 |
| Simples masculino – 4ª fase          | Juan Martín del Potro [5]                   | John Isner [9]                          | 6–4, 6–4, 6–4            |
| Quadra 1                             |                                             |                                         |                          |
| Evento                               | Vencedor(a)/(es/as)                         | Derrotado(a)/(os/as)                    | Resultado                |
| Duplas masculinas – Quartas de final | Feliciano López [12] Marc López [12]        | Henri Kontinen [3] John Peers [3]       | 6–4, 26–7, 7–63          |
| Duplas femininas – 3ª fase           | Tímea Babos [1] Kristina Mladenovic [1]     | Nicole Melichar [13] Květa Peschke [13] | 4–6, 6–2, 7–5            |
| Duplas masculinas – 3ª fase          | Pierre-Hugues Herbert [6] Nicolas Mahut [6] | Steve Johnson Jack Sock                 | 6–4, 6–3                 |
| Simples feminino – 4ª fase           | Garbiñe Muguruza [3]                        | Lesia Tsurenko                          | 2–0, ab.                 |

## Dia 10 (5 de junho)
- Cabeças de chave eliminados:
  - Simples masculino:  Alexander Zverev [2],  Novak Djokovic [20]
  - Simples feminino:  Daria Kasatkina [14]
  - Duplas masculinas:  Juan Sebastián Cabal /  Robert Farah [5],  Rohan Bopanna /  Édouard Roger-Vasselin [13]
  - Duplas femininas:  Andreja Klepač /  María José Martínez Sánchez [3]

Ordem dos jogos:
| Quadra Philippe Chatrier             | Quadra Philippe Chatrier                      | Quadra Philippe Chatrier                           | Quadra Philippe Chatrier |
| Evento                               | Vencedor(a)/(es/as)                           | Derrotado(a)/(os/as)                               | Resultado                |
| ------------------------------------ | --------------------------------------------- | -------------------------------------------------- | ------------------------ |
| Simples masculino – Quartas de final | Dominic Thiem [7]                             | Alexander Zverev [2]                               | 6–4, 6–2, 6–1            |
| Simples feminino – Quartas de final  | Sloane Stephens [10]                          | Daria Kasatkina [14]                               | 6–3, 6–1                 |
| Quadra Suzanne Lenglen               |                                               |                                                    |                          |
| Evento                               | Vencedor(a)/(es/as)                           | Derrotado(a)/(os/as)                               | Resultado                |
| Simples feminino – Quartas de final  | Madison Keys [13]                             | Yulia Putintseva                                   | 7–65, 6–4                |
| Simples masculino – Quartas de final | Marco Cecchinato                              | Novak Djokovic [20]                                | 6–3, 7–64, 1–6, 7–611    |
| Quadra 1                             |                                               |                                                    |                          |
| Evento                               | Vencedor(a)/(es/as)                           | Derrotado(a)/(os/as)                               | Resultado                |
| Duplas masculinas – Quartas de final | Oliver Marach [2] Mate Pavić [2]              | Juan Sebastián Cabal [5] Robert Farah [5]          | 3–6, 6–4, 6–3            |
| Duplas femininas – Quartas de final  | Barbora Krejčíková [6] Kateřina Siniaková [6] | Andreja Klepač [3] María José Martínez Sánchez [3] | 6–3, 6–3                 |
| Duplas mistas – Semifinais           | Gabriela Dabrowski [1] Mate Pavić [1]         | Katarina Srebotnik Santiago González               | 6–4, 6–4                 |
| Duplas masculinas – Quartas de final | Nikola Mektić [8] Alexander Peya [8]          | Rohan Bopanna [13] Édouard Roger-Vasselin [13]     | 7–64, 6–2                |

## Dia 11 (6 de junho)
- Cabeças de chave eliminados:
  - Simples feminino:  Angelique Kerber [12],  Maria Sharapova [28]
  - Duplas femininas:  Tímea Babos /  Kristina Mladenovic [1]
  - Duplas mistas:  Anna-Lena Grönefeld /  Robert Farah [8]

Ordem dos jogos:
| Quadra Philippe Chatrier                               | Quadra Philippe Chatrier                           | Quadra Philippe Chatrier                      | Quadra Philippe Chatrier |
| Evento                                                 | Vencedor(a)/(es/as)                                | Derrotado(a)/(os/as)                          | Resultado                |
| ------------------------------------------------------ | -------------------------------------------------- | --------------------------------------------- | ------------------------ |
| Simples feminino – Quartas de final                    | Garbiñe Muguruza [3]                               | Maria Sharapova [28]                          | 6–2, 6–1                 |
| Simples masculino – Quartas de final                   | Rafael Nadal [1] vs. Diego Schwartzman [11]        | Rafael Nadal [1] vs. Diego Schwartzman [11]   | 4–6, 5–3, suspenso       |
| Quadra Suzanne Lenglen                                 |                                                    |                                               |                          |
| Evento                                                 | Vencedor(a)/(es/as)                                | Derrotado(a)/(os/as)                          | Resultado                |
| Simples feminino – Quartas de final                    | Simona Halep [1]                                   | Angelique Kerber [12]                         | 26–7, 6–3, 6–2           |
| Simples masculino – Quartas de final                   | Marin Čilić [3] vs. Juan Martín del Potro [5]      | Marin Čilić [3] vs. Juan Martín del Potro [5] | 6–6(5–5), suspenso       |
| Quadra 1                                               |                                                    |                                               |                          |
| Evento                                                 | Vencedor(a)/(es/as)                                | Derrotado(a)/(os/as)                          | Resultado                |
| Duplas masculinas acima de 45 anos lendárias – Grupo D | Mansour Bahrami Fabrice Santoro                    | Mikael Pernfors Mats Wilander                 | 6–2, 6–4                 |
| Duplas masculinas – Quartas de final                   | Pierre-Hugues Herbert [6] Nicolas Mahut [6]        | Máximo González Nicolás Jarry                 | 6–4, 7–68                |
| Duplas femininas – Quartas de final                    | Eri Hozumi Makoto Ninomiya                         | Tímea Babos [1] Kristina Mladenovic [1]       | 7–64, 6–3                |
| Duplas femininas – Quartas de final                    | Andrea Sestini Hlaváčková [2] Barbora Strýcová [2] | Lara Arruabarrena Katarina Srebotnik          | 6–3, 6–1                 |

## Dia 12 (7 de junho)
- Cabeças de chave eliminados:
  - Simples masculino:  Marin Čilić [3],  Diego Schwartzman [11]
  - Simples feminino:  Garbiñe Muguruza [3],  Madison Keys [13]
  - Duplas masculinas:  Nikola Mektić /  Alexander Peya [8]
  - Duplas mistas:  Gabriela Dabrowski /  Mate Pavić [1]

Ordem dos jogos:
| Quadra Philippe Chatrier                               | Quadra Philippe Chatrier                    | Quadra Philippe Chatrier              | Quadra Philippe Chatrier |
| Evento                                                 | Vencedor(a)/(es/as)                         | Derrotado(a)/(os/as)                  | Resultado                |
| ------------------------------------------------------ | ------------------------------------------- | ------------------------------------- | ------------------------ |
| Simples masculino – Quartas de final                   | Rafael Nadal [1]                            | Diego Schwartzman [11]                | 4–6, 6–3, 6–2, 6–2       |
| Simples feminino – Semifinais                          | Simona Halep [1]                            | Garbiñe Muguruza [3]                  | 6–1, 6–4                 |
| Simples feminino – Semifinais                          | Sloane Stephens [10]                        | Madison Keys [13]                     | 6–4, 6–4                 |
| Quadra Suzanne Lenglen                                 |                                             |                                       |                          |
| Evento                                                 | Vencedor(a)/(es/as)                         | Derrotado(a)/(os/as)                  | Resultado                |
| Simples masculino – Quartas de final                   | Juan Martín del Potro [5]                   | Marin Čilić [3]                       | 7–65, 5–7, 6–3, 7–5      |
| Duplas mistas – Final                                  | Latisha Chan [2] Ivan Dodig [2]             | Gabriela Dabrowski [1] Mate Pavić [1] | 6–1, 56–7, [10–8]        |
| Duplas masculinas – Semifinais                         | Pierre-Hugues Herbert [6] Nicolas Mahut [6] | Nikola Mektić [8] Alexander Peya [8]  | 6–3, 6–4                 |
| Quadra 1                                               |                                             |                                       |                          |
| Evento                                                 | Vencedor(a)/(es/as)                         | Derrotado(a)/(os/as)                  | Resultado                |
| Duplas femininas lendárias – Grupo A                   | Kim Clijsters Nathalie Tauziat              | Iva Majoli Arantxa Sánchez Vicario    | 6–2, 6–4                 |
| Duplas femininas lendárias – Grupo B                   | Nathalie Dechy Amélie Mauresmo              | Conchita Martínez Sandrine Testud     | 6–2, 56–7, [10–7]        |
| Duplas masculinas acima de 45 anos lendárias – Grupo C | Sergi Bruguera Younes El Aynaoui            | Michael Chang Henri Leconte           | 6–4, 6–3                 |
| Duplas masculinas acima de 45 anos lendárias – Grupo D | Arnaud Boetsch Pat Cash                     | Mikael Pernfors Mats Wilander         | 5–7, ab.                 |

## Dia 13 (8 de junho)
- Cabeças de chave eliminados:
  - Simples masculino:  Juan Martín del Potro [5]
  - Duplas masculinas:  Feliciano López /  Marc López [12]
  - Duplas femininas:  Andrea Sestini Hlaváčková /  Barbora Strýcová [2],  Chan Hao-ching /  Yang Zhaoxuan [8]

Ordem dos jogos:
| Quadra Philippe Chatrier                                | Quadra Philippe Chatrier                      | Quadra Philippe Chatrier                           | Quadra Philippe Chatrier |
| Evento                                                  | Vencedor(a)/(es/as)                           | Derrotado(a)/(os/as)                               | Resultado                |
| ------------------------------------------------------- | --------------------------------------------- | -------------------------------------------------- | ------------------------ |
| Simples masculino – Semifinais                          | Dominic Thiem [7]                             | Marco Cecchinato                                   | 7–5, 7–610, 6–1          |
| Simples masculino – Semifinais                          | Rafael Nadal [1]                              | Juan Martín del Potro [5]                          | 6–4, 6–1, 6–2            |
| Quadra Suzanne Lenglen                                  |                                               |                                                    |                          |
| Evento                                                  | Vencedor(a)/(es/as)                           | Derrotado(a)/(os/as)                               | Resultado                |
| Duplas masculinas acima de 45 anos lendárias – Grupo D  | Mansour Bahrami Fabrice Santoro               | Arnaud Boetsch Pat Cash                            | 6–3, 2–6, [10–7]         |
| Duplas masculinas – Semifinais                          | Oliver Marach [2] Mate Pavić [2]              | Feliciano López [8] Marc López [8]                 | 6–4, 7–5                 |
| Duplas femininas – Semifinais                           | Eri Hozumi Makoto Ninomiya                    | Chan Hao-ching [8] Yang Zhaoxuan [8]               | 6–2, 6–2                 |
| Duplas femininas – Semifinais                           | Barbora Krejčíková [6] Kateřina Siniaková [6] | Andrea Sestini Hlaváčková [2] Barbora Strýcová [2] | 6–3, 6–2                 |
| Quadra 1                                                |                                               |                                                    |                          |
| Evento                                                  | Vencedor(a)/(es/as)                           | Derrotado(a)/(os/as)                               | Resultado                |
| Duplas femininas lendárias – Grupo A                    | Marion Bartoli Martina Navratilova            | Iva Majoli Arantxa Sánchez Vicario                 | 6–3, 6–3                 |
| Duplas femininas lendárias – Grupo B                    | Nathalie Dechy Amélie Mauresmo                | Tracey Austin Lindsay Davenport                    | 6–2, 6–2                 |
| Duplas masculinas abaixo de 45 anos lendárias – Grupo B | Sébastien Grosjean Michaël Llodra             | James Blake Mark Philippoussis                     | 6–2, 6–2                 |

## Dia 14 (9 de junho)
- Cabeças de chave eliminados:
  - Simples feminino:  Sloane Stephens [10]
  - Duplas masculinas:  Oliver Marach /  Mate Pavić [2]

Ordem dos jogos:
| Quadra Philippe Chatrier                                | Quadra Philippe Chatrier                    | Quadra Philippe Chatrier          | Quadra Philippe Chatrier |
| Evento                                                  | Vencedor(a)/(es/as)                         | Derrotado(a)/(os/as)              | Resultado                |
| ------------------------------------------------------- | ------------------------------------------- | --------------------------------- | ------------------------ |
| Simples feminino – Final                                | Simona Halep [1]                            | Sloane Stephens [10]              | 3–6, 6–4, 6–1            |
| Duplas masculinas – Final                               | Pierre-Hugues Herbert [6] Nicolas Mahut [6] | Oliver Marach [2] Mate Pavić [2]  | 6–2, 7–64                |
| Quadra Suzanne Lenglen                                  |                                             |                                   |                          |
| Evento                                                  | Vencedor(a)/(es/as)                         | Derrotado(a)/(os/as)              | Resultado                |
| Duplas femininas lendárias – Final                      | Nathalie Dechy Amélie Mauresmo              | Kim Clijsters Nathalie Tauziat    | 46–7, 6–4, [15–13]       |
| Duplas masculinas abaixo de 45 anos lendárias – Grupo B | Àlex Corretja Juan Carlos Ferrero           | Sébastien Grosjean Michaël Llodra | 6–4, 6–2                 |

## Dia 15 (10 de junho)
- Cabeças de chave eliminados:
  - Simples masculino:  Dominic Thiem [7]

Ordem dos jogos:
| Quadra Philippe Chatrier                              | Quadra Philippe Chatrier                      | Quadra Philippe Chatrier       | Quadra Philippe Chatrier |
| Evento                                                | Vencedor(a)/(es/as)                           | Derrotado(a)/(os/as)           | Resultado                |
| ----------------------------------------------------- | --------------------------------------------- | ------------------------------ | ------------------------ |
| Duplas femininas – Final                              | Barbora Krejčíková [6] Kateřina Siniaková [6] | Eri Hozumi Makoto Ninomiya     | 6–3, 6–3                 |
| Simples masculino – Final                             | Rafael Nadal [1]                              | Dominic Thiem [7]              | 6–4, 6–3, 6–2            |
| Quadra Suzanne Lenglen                                |                                               |                                |                          |
| Evento                                                | Vencedor(a)/(es/as)                           | Derrotado(a)/(os/as)           | Resultado                |
| Duplas masculinas acima de 45 anos lendárias – Final  | Mansour Bahrami Fabrice Santoro               | John McEnroe Cédric Pioline    | 6–1, 2–6, [12–10]        |
| Duplas masculinas abaixo de 45 anos lendárias – Final | Àlex Corretja Juan Carlos Ferrero             | Yevgeny Kafelnikov Marat Safin | 6–3, 6–3                 |